# Traditions de Wallonie
 (juillet 2023).
Si vous disposez d'ouvrages ou d'articles de référence ou si vous connaissez des sites web de qualité traitant du thème abordé ici, merci de compléter l'article en donnant les références utiles à sa vérifiabilité et en les liant à la section « Notes et références ».

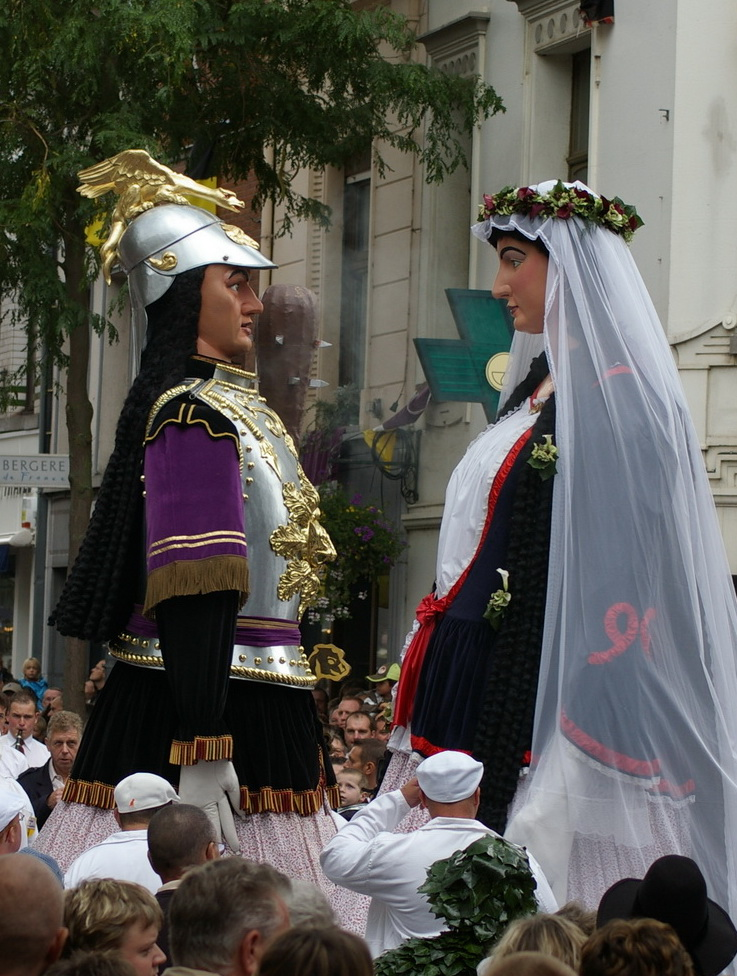
Les géants dansent à la Ducasse d'Ath

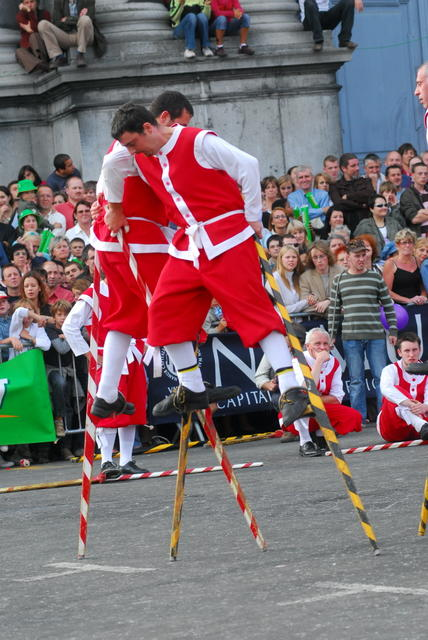
Joute d'échasseurs à Namur

Les traditions de Wallonie sont nombreuses : célébrations religieuses, fêtes populaires, coutumes locales, vie associative, gastronomie… Elles sont vécues avec beaucoup de ferveur par la population et certaines d'entre elles sont reprises parmi les chefs-d’œuvre du Patrimoine oral et immatériel de la Fédération Wallonie-Bruxelles. Quelques-unes ont été reconnues comme chef-d'œuvre du patrimoine culturel immatériel de l'humanité par l'UNESCO comme le Carnaval de Binche, les ducasses d'Ath et de Mons.

## Les fêtes et les jeux
Les traditions wallonnes sont pleines de fêtes et de jeux. Elles procèdent, toutes, du besoin profond et du vif plaisir d'être ensemble. Ce sont de bons exemples de ce besoin de s'exprimer en groupe, que ressentaient les Anciens, et de créer, entre les temps de travail, des zones non seulement de repos mais de liesse.

### La fête, expression d'une communauté
Ces fêtes et ces jeux sont, presque toujours, une expression de toute la communauté qui s'y livre. À part des réjouissances plus intimes, plus individualistes (comme le baptême et la communion solennelle, mais non le mariage) et qui sont très dépendantes de la liturgie, toutes les autres fêtes se déroulent sous le signe de la communauté qui, non seulement y participe, mais même les organise par le moyen de la « Jeunesse », c'est-à-dire d'une classe d'âge relativement homogène, les jeunes hommes célibataires.
Chaque communauté locale crée sa fête. Pour sa propre satisfaction, elle lui donne, ici et maintenant, les formes qu'il lui plaît et ce n'est qu'en apparence qu'un Grand Feu ressemble à un autre et une ducasse villageoise à sa voisine.
La fête est l'affaire de tous, il n'y a jamais de spectateurs purs et surtout passifs. Les «acteurs», qui défilent dans un Tour ou dans un Carnaval, ont grand soin de faire participer à la réjouissance les gens rassemblés des deux côtés de la rue, par exemple, directement en les touchant ou, comme à Malmédy, au moyen d'un instrument : le « happe-chair ». De même, à Binche, le jet d'oranges symbolise la générosité, le don, mais aussi le signe d'un lien entre qui donne et qui reçoit.

### Évolution de la fête
Les anciennes fêtes et, plus particulièrement, celles centrées autour de processions religieuses (Tours) enrichies de géants et de jeux processionnels (exécutés dans la procession même) datent du Moyen Âge. À cette époque, les « Corps Saints » et reliques, portés dans le plus grand respect côtoyaient les danses des géants et des jeux, d'abord édifiants, mais qui pouvaient devenir bouffons ou parodiques. Mais, à la fin du XVIIe siècle et au début du XIXe siècle, des souverains, tel Joseph II d'Autriche ou Guillaume Ier des Pays-Bas prennent des décisions qui mettront à mal nombre de traditions jugées inacceptables.
En 1786, des édits impériaux de Joseph II d'Autriche, l'Édit des processions et l'Edit des kermesses, stipulaient d'une part qu'« On ne pourra plus porter de statues, ni d'images quelconques, non plus que les enseignes de métiers, de vêtements extraordinaires et autres bigarrures semblables dans les processions ni les faire accompagner d'aucune musique » et d'autre part que toutes les kermesses (ducasses) dans l'ensemble du pays devaient se dérouler le même jour, le deuxième dimanche après Pâques, soit le 30 avril. Défense expresse d'y permettre aucun objet profane ; les cérémonies et démonstrations en usage la veille de la kermesse sont abolies. Ces mesures seront abolies après Joseph II mais elles ont contribué à faire cesser certaines sorties.
La Révolution française porte un deuxième coup aux fêtes traditionnelles, symboles de l'Ancien Régime et de la superstition. Les géants d'Ath sont brûlés le 28 août 1794. Ils ressusciteront sous l'Empire de même que les Marches militaires, escortes d'honneur des vieilles processions. Généralement, l'autorité le leur accorde, On recommence donc de processionner militairement avec le saint Patron du lieu, au jour de la ducasse. Après 1815, les choses se gâtent à nouveau. Calviniste, Guillaume Ier n'aime pas les processions. Des circulaires hollandaises de 1819  stipulent :
«  aucun vêtement extraordinaire, aucune bigarrure, ni aucune représentation inconvenante, qui causent souvent des désordres et du scandale et qui toujours détruisent plus ou moins le respect que le peuple doit porter à ces actes religieux. »
Les géants sont exclus des processions. De plus, la bourgeoisie rationaliste ne comprend pas l'intérêt des fêtes folkloriques. Beaucoup de vieilles fêtes ne s'en remettront jamais, même après 1830.
Certaines villes conserveront ou rétabliront leur cortège profane mais la procession qui en était le noyau originel s'effacera (comme à Ath). Ailleurs - à peu près partout - on gardera la procession et le cortège disparaîtra. À Mons, on maintiendra les deux éléments mais mis bout à bout : la procession d'abord et elle, rentrée dans l'église, l'ancien jeu, qui se donnait autrefois sur son parcours[pas clair] : le combat de saint Georges contre le Dragon. Quant aux gens de l'Entre-Sambre-et-Meuse, bien à l'abri dans leurs villages ou petites villes des champs, ils gardent ou reprennent la tradition du Tour mixte, religieux et militaire.

### Les foires
À Liège, entre le premier week-end d'octobre et le 11 novembre, se tient la Foire d'octobre. Cette foire rassemble tous les Liégeois autour d'attractions foraines telles que la Grande Roue, les manèges et les vendeurs de lacquemants et de frites.

### Les ducasses
Toutes les communautés de Wallonie, urbaines et rurales, sont rattachées à une paroisse qui est la plus petite unité religieuse territoriale. Chaque paroisse a son église qui, avant d'être mise en usage, doit être solennellement dédicacée par un évêque, au cours d'une cérémonie. Cette dédicace rend l'église apte à sa fonction. Elle doit être commémorée chaque année par une fête, la « dédicace », étymologie de « ducasse ». La procession en est le centre. Vieux rite religieux que l'on retrouve en dehors du christianisme, la procession est un parcours : c'est partir d'un lieu (l'église), boucler un itinéraire immuable et rentrer au lieu dont on est sorti. C'est ce qu'exprime fort bien le vocable wallon : faire le « Tour », le « Grand Tour » (par opposition au Petit Tour que l'on fait trois fois autour de l'édifice lui-même).
Au Moyen Âge, c'est une « pratique catholique » non seulement d'honorer les Saints et le Sacrement par des prières mais, en même temps, et dans le même cortège, de tirer des salves en leur honneur. C'est, pour eux, « décorer la procession» que d'y mettre la «Jeunesse », de bruyants jeunes hommes, avec leurs tambours et leurs fifres. Pour eux, c'est aussi « révérender la procession » que d'y introduire, à partir du XIVe siècle et du XVe siècle, des géants, énormes mannequins d'osier revêtus de costumes qui, à l'origine, devaient être très simples.
Avec le temps, le caractère, au début religieux, des géants s'estompera. Comme Goliath d'Ath ou l'Argayon de Nivelles, ils se marieront tardivement et, après des délais fort raisonnables, ils engendreront des enfants géants mais toute la famille sera de la procession. Pour frayer le passage d'une procession, au milieu de la foule on introduit des chevaux-jupons, des hommes sauvages ou des diables, qui, sous prétexte de mettre de l'ordre, donnent de rudes coups aux spectateurs.

### Les processions
Le 18 avril, après une messe dans la collégiale, la procession saint Ursmer, le long des remparts de Binche, commémore un miracle attribué au saint qui aurait sauvé la ville lors d'un siège par l'armée de François Ier en 1543.
Le vendredi saint, la ville de Lessines porte le Christ au tombeau lors de la Procession des pénitents.
Le dimanche qui suit le 23 avril, la confrérie des arbalétriers de Visé, fondée en 1310, défile lors de la procession de la Saint-Georges avant le traditionnel concours de tir.
La procession dite « des remuages », le dimanche suivant l'Ascension, rend hommage à saint Monon, à Nassogne, en Ardenne belge. De nombreux agriculteurs attendent du saint la protection de leurs cultures et de leur cheptel. Ils frottent la châsse avec des bouquets de feuillages qu'ils donnent à brouter au bétail.
Le dimanche de la Trinité, la ville de Mons rend hommage à sa sainte patronne, Waudru lors de la Procession du Car d'Or.
À Strépy-Bracquegnies, le 2e dimanche de juillet, la procession saint Vincent est nettement plus modeste que son homologue de Soignies. La relique qui est vénérée est une phalange du saint prélevée en 1982, lors d'une ouverte de la châsse et donnée à Strépy-Bracquegnies, son lieu de naissance.
La procession saint Christophe, parcourt, le 4e dimanche de juillet, la commune de Flobecq. Le saint est figuré par un géant sur échasses qui participe également au cortège de la ducasse d'Ath.
Le 15 août, Sars-la-Buissière vit au rythme de la procession sainte Apolline qui fut martyrisée en 248. On lui arracha les dents. La statue portée par une ancienne confrérie d'archers la représente avec une pince en main, instrument de son martyre.
Le 2e dimanche de septembre, la Grande procession de Tournai, attestée depuis le XIe siècle est la plus fastueuse des processions urbaines de Wallonie. 

Le même jour, plus modeste, la procession de Bois-Seigneur-Isaac est dédiée au Saint Sang. Le sang qu'on vénère ici provient d'une hostie qui se mit à saigner en 1405, et non, comme à Bruges, d'une relique provenant de Palestine.
Le 3e dimanche de septembre, la châsse de Saint Hadelin, chef-d’œuvre d'art mosan des XIe et XIIe siècles est promenée dans les rues de Visé, ville-frontière en bord de Meuse.

 Le même jour, à 15 h, la procession sainte Begge sort de la collégiale d'Andenne. La châsse contenant les reliques de la sainte, datée de 1570, est considérée comme un chef-d’œuvre d'orfèvrerie de style Renaissance. Elle est l'objet d'un cérémonial particulier. Les fidèles passent dessous lors de la rentrée à l'église. Ce rite s'explique sans doute par le fait que Sainte Begge est réputée guérir les hernies.
À Orp-le-Grand, le premier dimanche d'octobre, la procession sainte Adèle se dirige vers une chapelle bâtie à l'emplacement du monastère qu'elle a fondé, près d'une fontaine miraculeuse. Après la bénédiction de la source, les fidèles remplissent des bouteilles d'eau bénite, censée guérir les maux des yeux. Une procession similaire a lieu à Brye (près de Fleurus) le premier dimanche de juillet. 
La procession Saint Ghislain, le 2e dimanche d'octobre, déambule dans les rues de la cité de Saint-Ghislain, fondée vers 650. Un buste reliquaire et une châsse reconstituée avec des plaques d'émaux provenant de reliquaires plus anciens sont portés par des bénévoles appelés « Compagnons d'Ursidonguue ».
La procession de la Toussaint à Blaton est attestée depuis 1470, de même qu'une foire, une des dernières foires de novembre du Moyen Âge. L'église de Blaton est dédiée à « tous les saints », mais la châsse portée en cortège contiendrait les reliques d'un certain saint Fortunat, mal identifié.

### Les «tours»
À Soignies, le « tour Saint-Vincent », institué en 1262,  est une procession qui a lieu le lundi de Pentecôte. La relique (châsse) de saint Vincent est transportée sur un circuit de 12 km sur le territoire de la ville. Dès 6 h du matin, la foule des pèlerins accompagne les reliques de Saint Vincent. À leur retour en ville, vers 11h00, les châsses prennent place dans une imposante procession historique qui retrace la vie du saint et les hommages qui lui furent rendus au fil des siècles.
Le « tour de Wasmes », appelé aussi « procession de la Pucelette » a des origines lointaines. On raconte qu'au XIIe siècle, le seigneur Gilles de Chin a combattu un dragon qui terrorisait la région, tuant hommes et bêtes. Après l'avoir terrassé, il libéra une jeune fille (la Pucelette) prisonnière de l'animal. La procession de Wasmes est une des plus importantes de la région montoise. Le mardi de Pentecôte, elle escorte la statue Notre-Dame de Wasmes sur un parcours long de 17 km. C'est l'occasion aussi d'une ducasse avec fête foraine.
Le « tour de Saint-Symphorien » a lieu le jeudi suivant la Pentecôte. Elle parcourt, sur 15 km, la campagne environnante. On processionne plusieurs statues : la Vierge, saint Eloi, saint Roch et saint Sébastien. Mais la pièce principale est la châsse de saint Symphorien, pièce d’orfèvrerie romane en cuivre ciselé du XIIe siècle.
Le « tour Sainte-Gertrude » (Nivelles) est attesté depuis 1276. Il a lieu chaque année le dimanche suivant la Saint-Michel (29 septembre) et réunit de mille à deux mille pèlerins. La population se retrouve autour de la châsse de sainte Gertrude tout au long  d'un périple de 14 km. La procession évolue au rythme de psaumes traditionnels et d'hymnes locaux anciens. Aujourd'hui, le cortège de la rentrée en ville rappelle le faste de jadis. Ce sont les géants de Nivelles (Argayon en tête) qui ouvrent la marche de la partie folklorique.
Le dimanche de la Trinité, le « tour Sainte-Renelde » (Saintes) n'est composé que de cavaliers (même les musiciens sont à cheval) et met à l'honneur la patronne du village. Après la messe des cavaliers de 5h, le Grand Tour démarre à 7h30 pour un périple de 32 km durant lequel ils atteignent les limites des communes voisines avant de retourner à Saintes vers 17h et escorter le char jusqu'à l'église.
Le « tour Sainte-Croix » à Marbais commence, le premier diamche de mai, par une messe à 4h. La procession est longue de 25 km, au cours de laquelle les archers forment la garde de la relique de la Sainte-Croix, ramenée des Croisades, selon la tradition, par un seigneur local, Gilles de Marbaix. Les sapeurs-chevaliers de la Sainte-Croix ouvrent la marche.
Le « Tour de Saint Barthélemy » à Bousval sort le dernier dimanche du mois d'août.
Le Grand Tour de Notre Dame à Wavre a lieu le dimanche qui suit le 24 juin, fête de saint Jean-Baptiste. Ses origines remontent au XIIe siècle lorsque des reliques mariales furent ramenées de Palestine par un certain Godefroid, duc de Brabant.
Le Tour de la Madeleine à Jumet réunit depuis 1380, chaque dimanche le plus proche du 22 juillet, plus de 2 000 participants.
Le Tour de la Saint Jean a lieu à Lillois.
Le Tour de Sainte Corneille anime la localité de Beauvechain.

### Les marches militaires

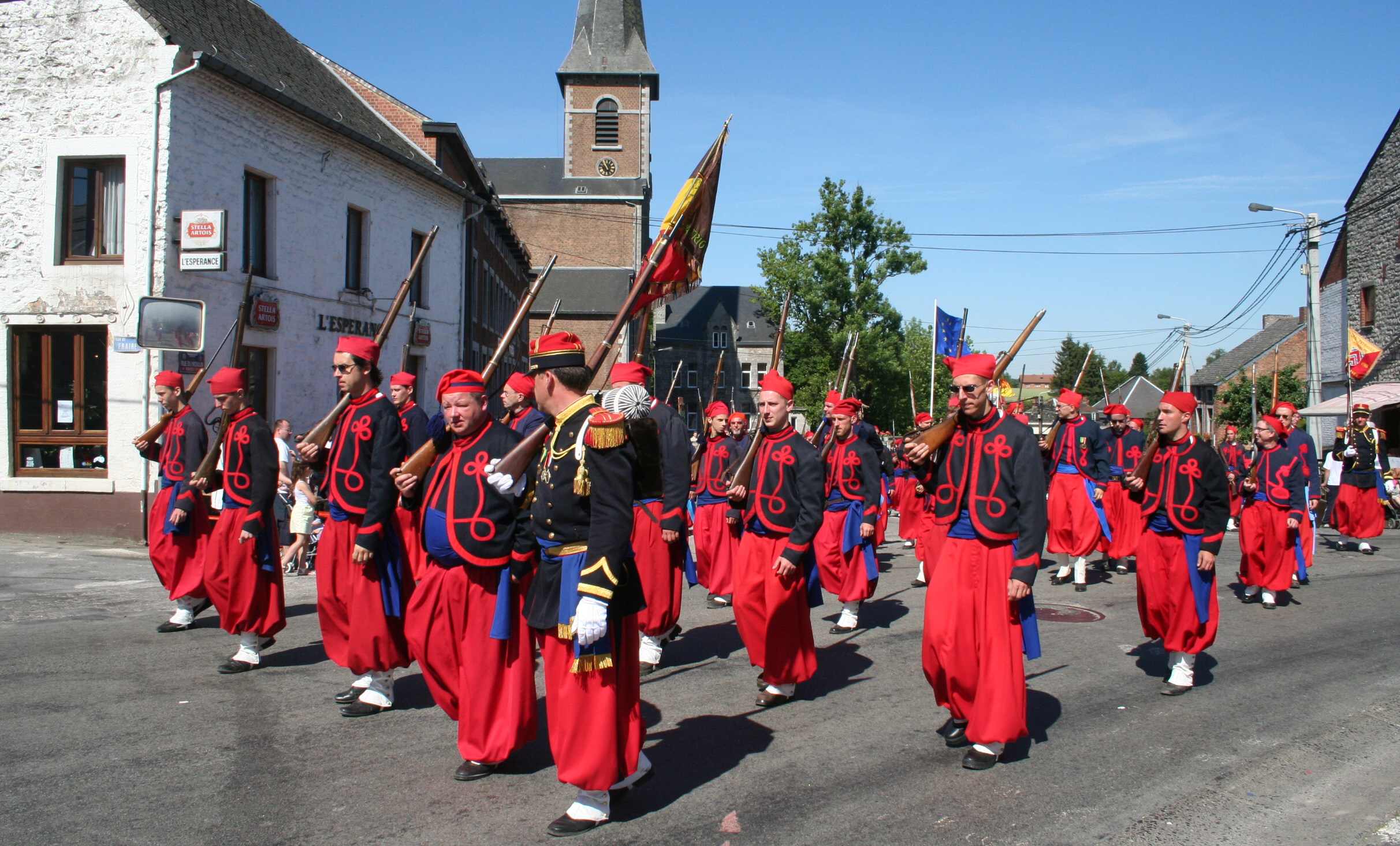
Morialmé, Les zouaves de la marche Saint-Pierre.

Une marche est l'escorte armée d'une procession. Elle se compose, du moins dans l'Entre-Sambre-et-Meuse et un peu dans la vallée de la Sambre, d'un groupe de sapeurs mené par un sergent-sapeur, de tambours animés par un fifre et commandés par un tambour-major, d'officiers à cheval, éventuellement d'une société de musique ; viennent ensuite le peloton des grenadiers, le drapeau de la jeunesse entouré d'enfants en costume d'officier, le peloton des voltigeurs, parfois celui des zouaves et enfin un dernier rang armé de tromblons. La marche effectue certains déploiements, rend les honneurs à certaines notabilités, mais surtout à la procession à des endroits fixés par la tradition.
Sauf à Jumet, où la variété des costumes est très grande, les uniformes sont inspirés surtout de ceux des soldats de Napoléon, parfois des armées pré- ou post-napoléoniennes.
On compte plus de 40  marches, dont les plus célèbres sont celles de Gerpinnes, Walcourt, Thuin, Ham-sur-Heure et Fosses-la-Ville (celle-ci septennale). À Gerpinnes, par exemple, elle sort à 4 heures du matin, parcourt 35 kilomètres à travers dix villages et hameaux, et rentre vers 6 heures du soir.
La marche de Walcourt a lieu lors de la fête de la Sainte-Trinité, qui est l'occasion d'un pèlerinage fameux d'où l'on vient d'une vaste région qui s'étend de la Basse-Sambre au Nord de la France et couvre toute l'Entre-Sambre-et-Meuse. Le pèlerinage est suivi d'une procession. L'épisode dramatique de l'abbaye du Jardinet Notre-Dame est célèbre. Arrivé près d'un bouleau fourni par l'administration communale, celui qui représente le comte Thierry de Rochefort pousse par trois fois son cheval vers la statue de la Vierge qui s'y est réfugiée après l'incendie de la collégiale, assure la légende. La statue est maintenue sur une branche par un homme monté sur un escabeau et à demi caché. Le comte - le rôle est tenu traditionnellement par un homme d'une même famille - s'agenouille alors, récite une prière traditionnelle et reçoit la Vierge qui est descendue de l'arbre au moyen d'un ruban. La foule se précipite alors sur l'arbre et le dépouille de ses branches et de son écorce.
La procession de la Sainte-Madeleine a lieu le dimanche qui suit le 22 juillet ; elle est honorée d'une marche qui traverse Jumet, Roux, Courcelles, Viesville, Thiméon et Gosselies. Dans un pré réservé à cette coutume à Thiméon, la « têre à l'danse », les musiciens redoublent d'entrain et tout le monde danse en en faisant un triple tour. Jusqu'en 1884, le prêtre et la croix exécutaient de profondes salutations avant d'y pénétrer, comme s'il s'agissait de l'entrée d'un sanctuaire. La légende explique la procession par une épidémie de peste qui mettait en danger une seigneuresse de Heigne appelée Madeleine. Or le culte de sainte Madeleine ne s'est développé qu'au XIXe siècle, la procession se faisant sous l'ancien Régime en l'honneur de Notre-Dame de Heigne, alors fort en honneur.

### Les pèlerinages

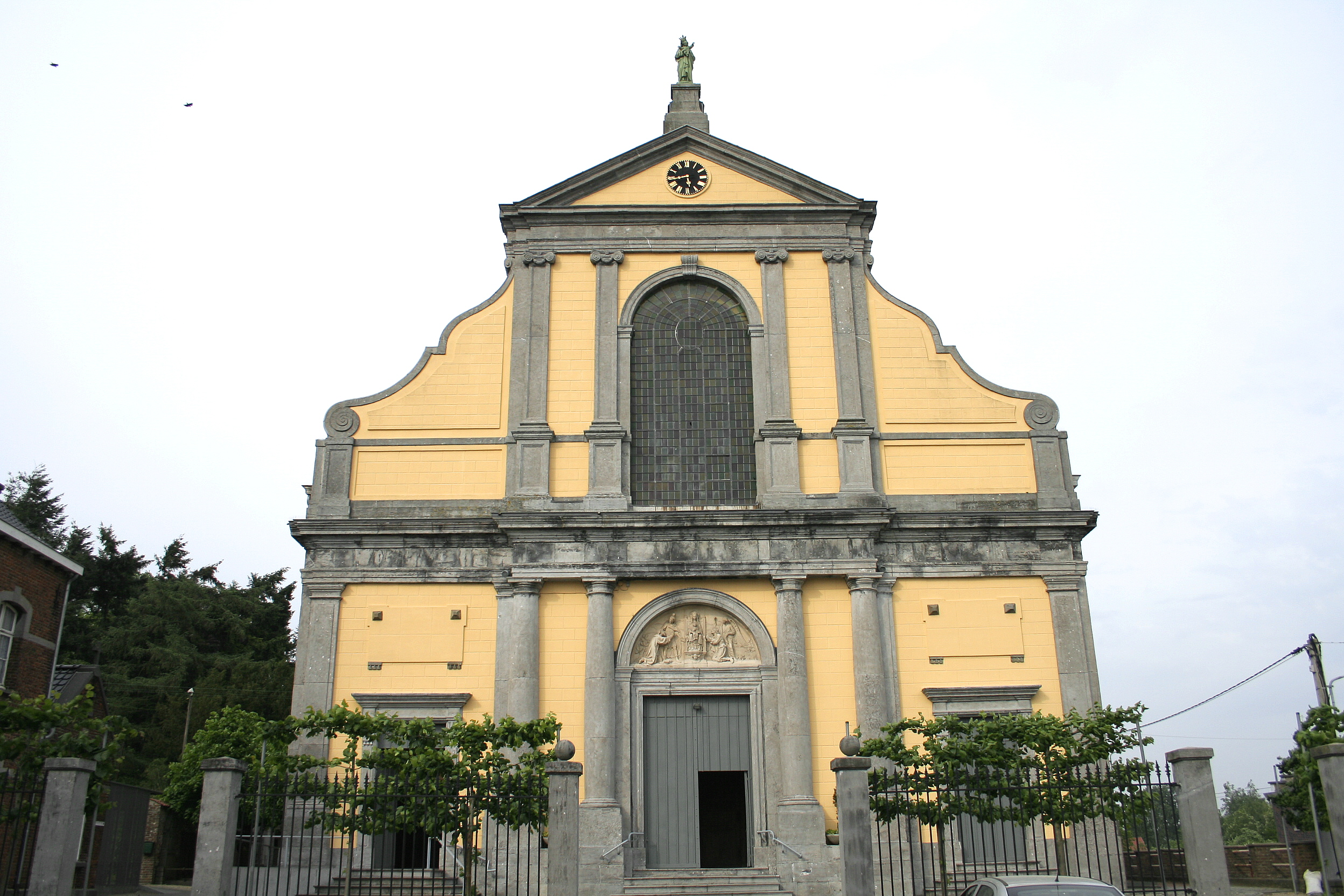
La basilique de Tongre-Notre-Dame

Depuis 900 ans, le sanctuaire de Tongre-Notre-Dame (Chièvres) accueille, fin septembre, des pèlerins de tous les coins du Hainaut, de Flandre, du Brabant et du Nord de la France. Le pèlerinage de Notre-Dame de Tongre est un des plus anciens de Belgique et a été honoré dans le passé par la visite des rois de France Philippe Ier et Louis XIV, la reine Marie-Thérèse d’Autriche et la reine Marie-Henriette de Belgique.
Depuis plus de quatre siècles, la Vierge Marie est vénérée au carrefour des villes de Péruwelz, Blaton et Condé. À l'origine, une Vierge à l'enfant accrochée à un vieux chêne ; on commencera par l'appeler Notre-Dame-du-chêne-entre-deux-bois. En 1636, les habitants de Péruwelz sont miraculeusement préservés d'une épidémie de peste à la suite d'un pèlerinage fait à pied auprès de la Vierge. Un premier sanctuaire fut construit et consacré le 21 novembre 1637. Il fut décidé de désigner Notre-Dame-du-chêne-entre-deux-bois sous un nom plus significatif : Notre-Dame de Bon-Secours. Le pèlerinage connut son heure de gloire au début du XXe siècle où Bon-Secours accueillit plus de 500 000 personnes. En 2003, la Journée mariale de juillet a attiré un millier de pèlerins.
À Barbençon (Beaumont), le pèlerinage à Notre-Dame des Lumières a lieu chaque année le 15 août. Notre-Dame des Lumières est invoquée pour obtenir les lumières spirituelles et pour guérir les maux de la vue.
Le pèlerinage pédestre à Saint Hubert (Andenne) a lieu tous les deux ans (années paires). La tradition remonte à la fin du XVIIe siècle. Quelques hommes se rendirent à Saint-Hubert pour faire cesser les épidémies de peste et de choléra qui sévissaient dans la région. Comme les épidémies auraient cessé dès leur arrivée, ils firent la promesse de se rendre tous les deux ans dans la ville. Cette randonnée de 150 km se fait en trois jours (Andenne - Saint-Hubert - Andenne), de la veille de la Pentecôte après la messe de 4h du matin au lundi en fin d'après-midi.
Dès le VIIe siècle, on vénère à Chèvremont une statue de la Vierge appelée Notre Dame du Château Neuf. Au fil du temps, la popularité de Chèvremont a fortement baissé. La dévotion mariale s’est déplacée vers Banneux - village éloigné d’une quinzaine de kilomètres à peine de Chèvremont - où des apparitions mariales eurent lieu en 1933. Le pèlerinage Banneux-Chèvremont a lieu deux fois par an en mai et en octobre. Un pèlerinage annuel des sportifs wallons fut créé en 1942. Tous les ans depuis lors, des sportifs viennent prier Notre-Dame de Chèvremont, proclamée en 1953, patronne des sportifs wallons par (Pie XII).

### Les grands feux
II existe de nombreuses sortes de feux collectifs au cours de l'année folklorique :
- des feux cycliques : de carnaval-carême (tel celui de Parfondruy- Stavelot) ; de Pâques (Auvelais, Merbes-Sainte-Marie) ; de mai (Neufvilles) ; du solstice d'été (Borinage, Mons Les Feux de saint Jean) ; d'automne (la Saint-Hubert à Montegnée ; la Saint-Martin de l'est de la province de Liège) ; du cycle des douze jours (Liège, autrefois, à l'Épiphanie) ;
- des feux calendaires non cycliques : à la Saint-Nicolas (région de Tournai), à la Sainte-Gertrude (Trembleur) ; le feu d'artifice des ducaces ;
- des feux agraires, alIumés pour faire périr magiquement mauvaises herbes ou vermine ; le brandonnage borain pourrait y être rattaché ;
- des feux épisodiques : les feux de joie, souvent remplacés par des feux d'artifice ; les feux de mariage dans la vallée du Geer; les feux de charivari ;
- les feux utilitaires, comme le brûlage des fanes de pommes de terre, cérémonialisées en cûtenées ou cûhenées au pays de Stavelot-Malmedy.

Les feux ont divers pouvoirs : de purifier, fertiliser, protéger (réellement ou par magie), d'associer la collectivité, d'honorer, de jalonner le temps.
Les « Grands Feux »  sont communautaires et fixes, et les rites des feux ou brandons mobiles sont individuels. Tels sont les écouvillons de Wasmes qui ont lieu avant la pousse des feuilles, comme les brandons de Saint-Martin (dans l'Est de la Wallonie) se font après la chute des feuilles. Il ne viendrait en effet à l'idée de personne d'aller jeter des brandons dans des arbres déjà ou encore feuillus. Les écouvillons (escouvions, escouviages) sont des petits morceaux de câble que les enfants ont mendié dans les charbonnages voisins. À l'origine, ce devait être des étoupes ou des bouchons de paille ou des brindilles (comme à la Saint-Martin, en Wallonie de l'Est). La brandonnage a évidemment pour but de chasser les mauvais esprits qui peuvent entraver la pousse des bourgeons. On allumait de grands feux dans les courtils, et chacun, garçons et filles, allait arracher au foyer un brandon flambant ; puis, en avant, on s'élançait et on le jetait dans les ramures des arbres, surtout les vieux pommiers tordus.
Les feux de Printemps se déroulent généralement le premier dimanche de Carême (donc quatre jours après les Cendres) et, plus rarement, à la Laetare qui est la Mi-Carême. Surplombant Namur, Bouge possède un Grand Feu renommé. Cette tradition se perpétue depuis plus de mille ans. Après une période de désuétude, la tradition revit depuis le début des années 60. Quant au grand feu de Barbençon, il compte parmi les chefs-d’œuvre du Patrimoine oral et immatériel de la Fédération Wallonie-Bruxelles depuis 2018. 
L'origine des feux de la Saint-Jean est très ancienne. Primitivement, la coutume se rattachait à la célébration du solstice d'été, fixée au 24 juin. L'événement était marqué par de grandes solennités chez tous les peuples et dans toutes les religions. De grands feux étaient allumés à la fois en signe de reconnaissance pour les bienfaits prodigués par le Soleil à son zénith et pour mettre en fuite démons, mauvais génies, dragons et autres êtres malfaisants. La coutume a été récupérée par le christianisme. En Wallonie, Chièvres et Mons (grâce à un comité formé pour la circonstance) ont rétabli la tradition qui s'était perdue.

### Les jeux et traditions populaires
À Namur, on pratique depuis le début du XVe siècle les combats sur échasses. Ces combats qui rassemblaient au XVIIe siècle des milliers de jouteurs et de spectateurs sont encore pratiqués de nos jours par les échasseurs namurois. Le troisième dimanche de septembre ce sont près de 6 000 personnes qui assistent au grand combat de l'échasse d'or.

## Les croyances
La croyance en la sorcellerie a été très vivace en Wallonie. De nombreux procès en sorcellerie figurent dans les archives. La sorcière est présente dans de nombreuses régions : on trouve des macrales à Vielsalm, à Haccourt, à Tilff, à Meuville, à Hélécine ou à Évelette. On peut y assimiler les « chorchîles » d'Ellezelles.

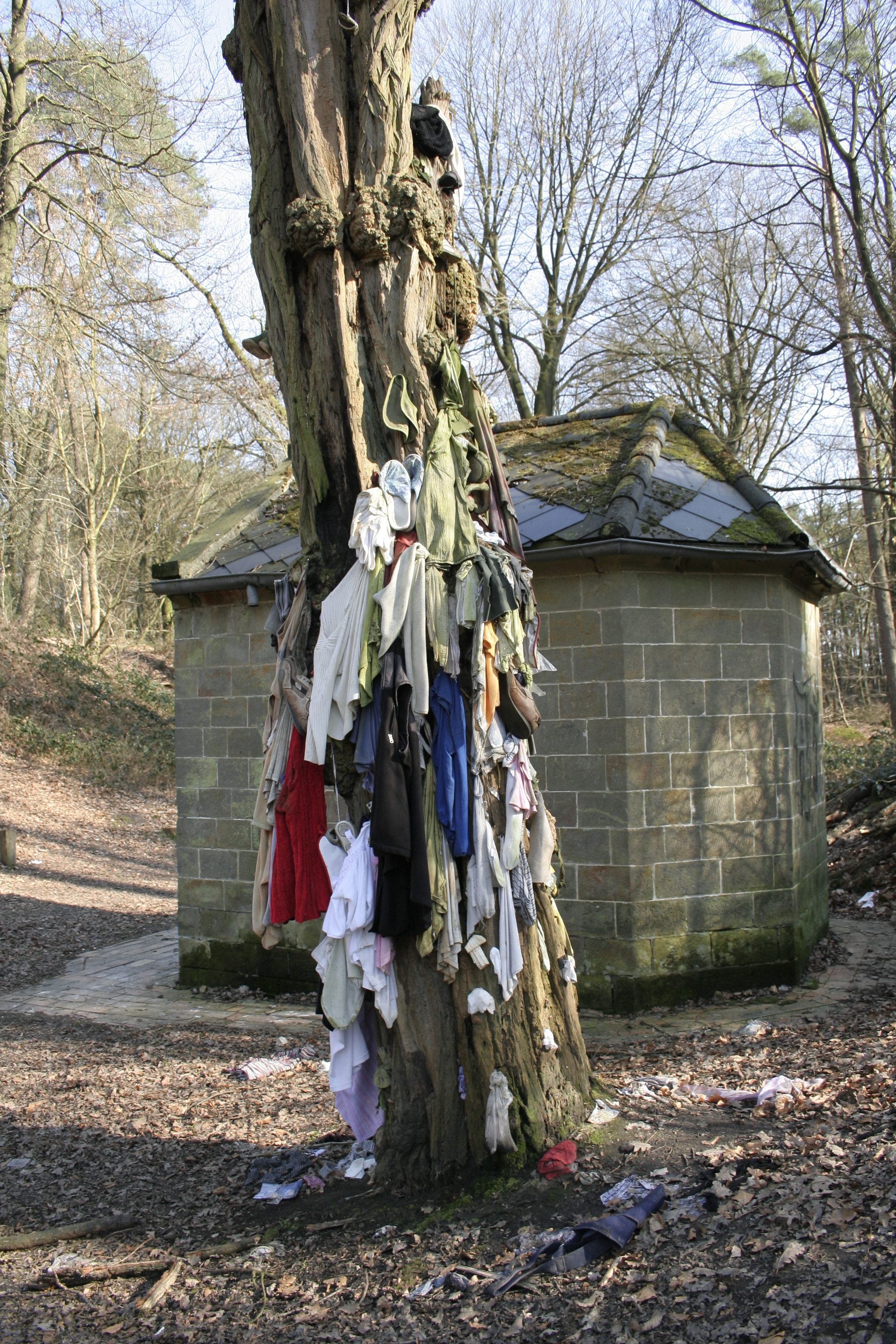
L'Arcompuche de Stambruges

L'arbre à clous, rencontré dans les Ardennes belges et l'Entre-Vesdre-et-Meuse et le Hainaut est une survivance d’anciennes croyances populaires visant à venir à bout de certaines affections, principalement les maux de dents et les maladies de la peau.
Un arbre à loques est un arbre sur lequel ont été fixés des morceaux de vêtements, en général pour obtenir la guérison d'une maladie. L'Arcompuche de Stambruges est encore fréquenté de nos jours.
De nombreux saints sont invoqués pour la guérison des maladies.

## Les sociétés et confréries
À Namur, succédant à un Cabinèt dès Mintes (mensonges) fondé à La Plante en 1834, de joyeux drilles fondèrent le 27 septembre 1843 un groupe appelé Moncrabeau, d'après une bourgade du Lot-et-Garonne en Gascogne, célèbre depuis le XVIIIe siècle par son Académie de Menteurs. Le Moncrabeau namurois est une Académie de Quarante Molons, c'est-à-dire toqués, plus cinq suppléants. Leur costume fut créé par le peintre Nicolas Jomouton. Moncrabeau organise une sorte d'examen de menteur pour coopter un nouveau membre, lequel reçoit un diplôme. La société se déplace sur un char, joue sur des instruments de musique bizarres, et joint de nombreuses activités philanthropiques à ses réjouissances.

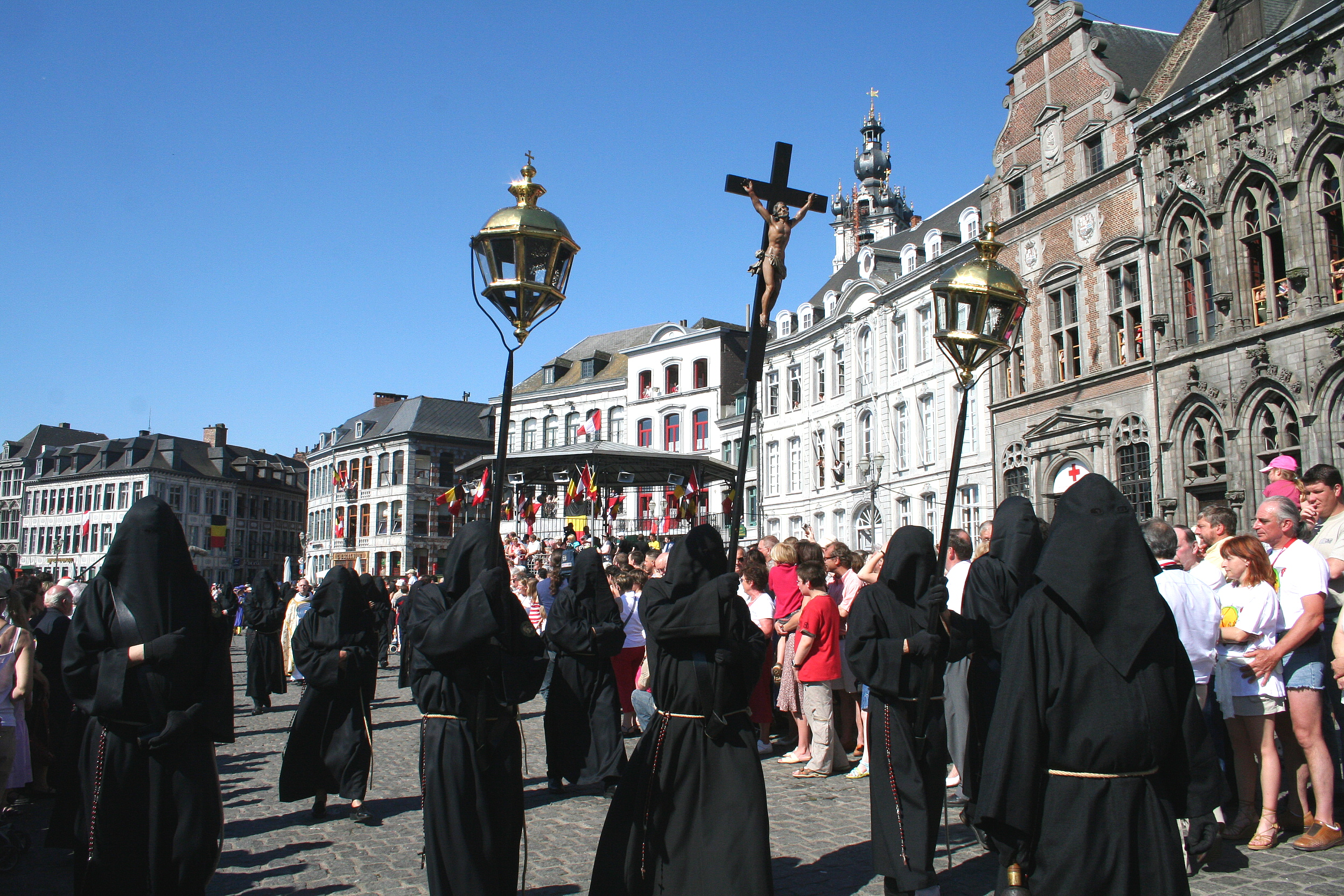
Les « Beubeux de Mons »

À Mons, la Confrérie de la Miséricorde ou confrérie de Saint-Jean Décollé, dite des « Beubeux » défile dans la Procession du Car d'Or. Cette confrérie de pénitents visite les prisonniers, organise des conférences, aide les plus démunis. L'origine du mot « Beubeu » évoque la peur engendrée lors du passage de ces hommes noirs et masqués. Une autre étymologie fait dériver le terme de l'ancien français « Beuber » qui signifiait marcher, accompagner en se lamentant.

## Calendrier populaire
Le 1er janvier, c'est le jour des « bons ans », des étrennes. Les familles se rendent visite, reçoivent avec des galettes et un petit verre de « goutte ». Il est de coutume en région liégeoise et surtout du côté germanophone de manger une choucroute en famille. On place sous l'assiette de l'argent symbolisant l'espérance d'en avoir tout au long de l'année.
L'Épiphanie est appelée en Wallonie « jour des rois », où l'on mange la galette des rois, grande brioche ronde de farine d'épeautre et dans laquelle est cachée une fève en porcelaine. Qui a la fève est roi. Quand celui-ci boit pour la première fois, on l'acclame : « Le roi boit ! »
C'est le lundi qui suit le 6 janvier (date de l'Épiphanie) que les Tournaisiens fêtent le Lundi parjuré aussi appelé le Lundi Perdu. La plus ancienne trace écrite remonte au XIIIe siècle. En début de repas, on tire les « billets des Rois », afin d'attribuer à chaque convive un rôle déterminé, dont celui de « Roi ». Les plats servis traditionnellement sont codifiés. On commence par la petite saucisse servie avec de la compote ou du chou cuit au saindoux. Le deuxième plat est le « lapin aux preones » et aux raisins, aussi appelé le lapin à la tournaisienne. Le troisième plat est la salade tournaisienne, aux multiples ingrédients. On termine par la galette des rois avec la fève.
Le sabbat des Macrales a lieu chaque année le samedi le plus proche de la fête de la Chandeleur à Haccourt.
La Chandeleur (2 février) commémore le rite de purification appelé Relevailles. On l'appelle aussi « Notre-Dame aux Chandelles ». En faisant les crêpes traditionnelles (bouquette à Liège, on tenait une pièce d'argent dans une main et de l'autre, on lançait la première crêpe en l'air ; si elle retombait bien, le présage était bénéfique.
Le 19 mars, à la Saint-Joseph, à Ath, on confectionne encore les macarons Saint-Joseph. Ce sont des friandises en sucre recuit et allongé de la forme d'un ruban étiré sur lui-même.
Le Mardi gras est marqué par de nombreux carnavals (voir plus haut).
Le mercredi des cendres, c'est à Chièvres, le jour du « Crossage a l'tonne ». Le but est d’atteindre, avec une soulette frappée par un maillet, un tonneau de bière disposé devant un débit de boisson. Le soir, les équipes se regroupent dans leurs locaux ou cafés, pour prendre le traditionnel repas. Au menu, Carême oblige, on mange du blanc, c'est-à-dire le hareng vinaigré accompagné de haricots blancs et pommes de terre vapeur mais aussi de salades « quatre saisons ». Les communes de Vaudignies, Harchies, Blaton,Quevaucamps ou Basècles  perpétuent également la tradition.
Le dimanche suivant la famille de l'Argayon, le plus ancien Goliath de Belgique, est la principale attraction du carnaval de Nivelles.
L’année folklorique montoise débute au printemps avec la « ducasse de Messines » qui a lieu tous les ans le dimanche le plus proche du 25 mars. Cet évènement festif propose un grand marché aux fleurs pour célébrer le retour du printemps. On connait quatre articles à la ducasse de Messine : les fleurs, les jouets, les friandises et les fruits. Les jouets comprennent le rossignol en poterie, le wa-wa, le moulin, les « saudarts » (soldats grossièrement sculptés dans le bois et coloriés), les gayolles en bois renfermant un canari lui aussi en bois, des pièces de ménage en poterie et en fer-blanc pour les petites filles, des ballons de baudruche, des crincrins, des postures en plâtre … Comme spécialité de Messine, on vendait les fleurs de Messine et les tartes « à l'kerette »
Le dimanche du lætare, à la mi-carême, les Blancs-Moussis envahissent les rues de Stavelot pendant que les Chinels dansent à Fosses-la-Ville et que les Ours accompagnent les géants Fonzi et Martin II à Andenne. Il existe d'autres festivités carnavalesques du lætare, notamment à Tilff, à Esneux, à La Louvière, à Welkenraedt ou à Sart et Tiège.
La Procession des pénitents de Lessines a lieu chaque vendredi saint.  Elle commémore la mise au tombeau du Christ.  Dans tout le Nord de l'Europe, elle constitue la seule manifestation évoquant l'enterrement du Christ.
À Tournai, un marché aux fleurs a lieu le vendredi saint. Depuis 1825, les horticulteurs s'installent sur les quais de l'Escaut pour proposer leurs produits. Chaque lundi de Pâques, les Tournaisiens répètent « la Marche a bâton » au sommet du Mont Saint-Aubert. Au XIVe siècle, il s’agissait d’un pèlerinage expiatoire auquel s’est ancré plus tard une coutume laïque.
Dans l'Eifel belge (Burg-Reuland, Saint-Vith, Amblève et Bütgenbach), le vendredi et le samedi saints, les enfants parcourent les rues des villages avec des crécelles pour remplacer le son des cloches. Ils en sont récompensés par les habitants lors de leur collecte d'œufs le samedi saint .
Le lundi de Pâques a lieu la cavalcade de Jemappes (Mons) avec géants et gilles. La cavalcade  de Herve montre encore, à l'heure actuelle, le travail des grands chevaux de trait belges. 
Les Marches de l'Entre-Sambre-et-Meuse se déroulent de mai à octobre.

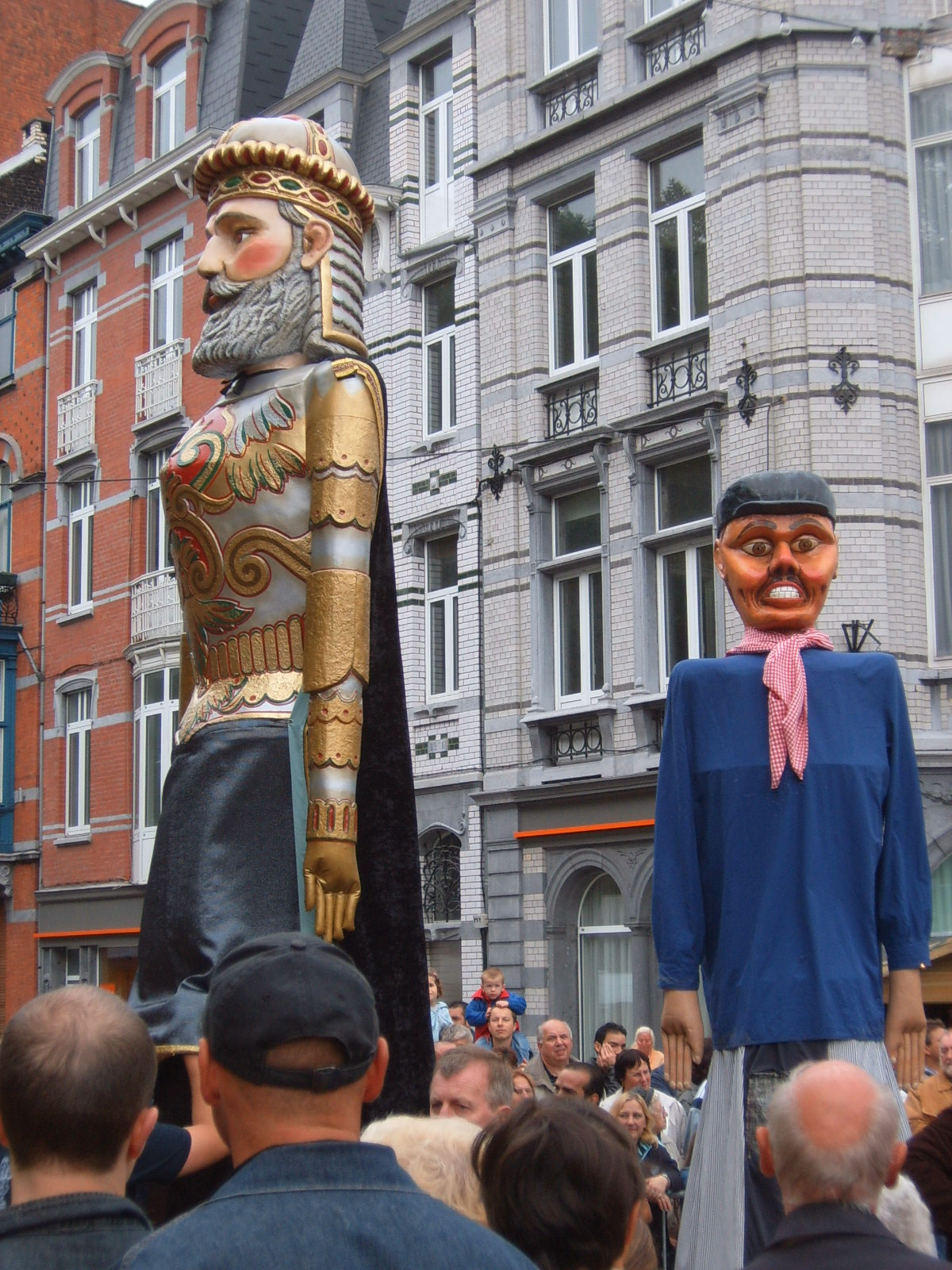
Géants Tchantchès et Charlemagne lors des fêtes du 15 août en Outremeuse à Liège

Les deux plus importantes ducasses, reconnues comme chefs-d'œuvre du patrimoine culturel immatériel de l'humanité par l'UNESCO , rassemblent des milliers de participants à Mons, le dimanche de la Trinité et à Ath le quatrième dimanche d'août.
Le mercredi qui précède le premier dimanche de juillet, une tradition séculaire d'Harchies est la décapitation de l'oie par la société des Hussards. Depuis 1760, elle commémore une veille légende. Un conflit opposant les Seigneurs d'Harchies et de Pommerœul, tourna en faveur de celui d'Harchies. L'oie est le symbole de la rente que le Seigneur de Pommeroeul devait à celui d'Harchies. Lors de la cérémonie, les Hussards « décapitent » d'un coup de sabre et les yeux bandés une oie, préalablement tuée de nos jours.
La fête religieuse et populaire du 15 août en Outremeuse est incontournable pour Liège et sa région. Elle est couronnée par la procession de sa Vierge noire. On y consomme sans modération l'alcool local, le peket. On y voit également défiler toutes les confréries communales traditionnelles de la région en costume (Macrales en costume…).
Au début de l'automne se déroule, à Nivelles le tour de Sainte-Gertrude, institué dès le XIIIe siècle le dimanche suivant le jour de la Saint-Michel (ancien patron de la ville). Le grand tour, long de 14 km, suit un trajet à travers les champs. Au retour, les géants (Argayon, Argayonne et leur fils Lolô) se joignent au cortège avec les chanoinesses en costumes du XVIIe siècle.
Le 1er novembre, la Toussaint de Blaton mêle éléments religieux et profanes : messe des pèlerins, foire aux camelots et kermesse des feuilles mortes. Elle attire plus de 10 000 visiteurs chaque année.
Le 6 décembre, Saint-Nicolas, saint patron des enfants, apporte aux enfants sages des cadeaux et demande au Père Fouettard de punir les enfants qui ne l'ont pas été tout au long de l'année. Ces cadeaux sont transportés par un âne pour qui les enfants ont préparé une carotte lors de son passage chez eux. Les grands magasins, les entreprises, les écoles prévoient une personne déguisée à cette occasion pour parler avec les enfants et évaluer leur sagesse pendant l'année.
Noël est une fête très prisée en Wallonie et dans ses villes et villages. Outre les parures des devantures de magasins, des églises et de l'espace urbain, plusieurs festivités ont lieu comme à Liège qui organise son Marché de Noël, attirant chaque année plus d'un million de personnes. C'est le plus ancien du pays, un des plus longs d'Europe, avec plus de 190 chalets et une patinoire.

## La cuisine wallonne
Les spécialités populaires traditionnelles de Wallonie sont nombreuses et variées.

### Province de Hainaut
L'hate levée est une poitrine de porc aromatisée au thym, au laurier et à l'ail cuite au four.
La cougnole (appelée selon les régions « cougnou » ou « coquille ») est un pain brioché dont la forme rappelle celle de l'enfant Jésus emmailloté.

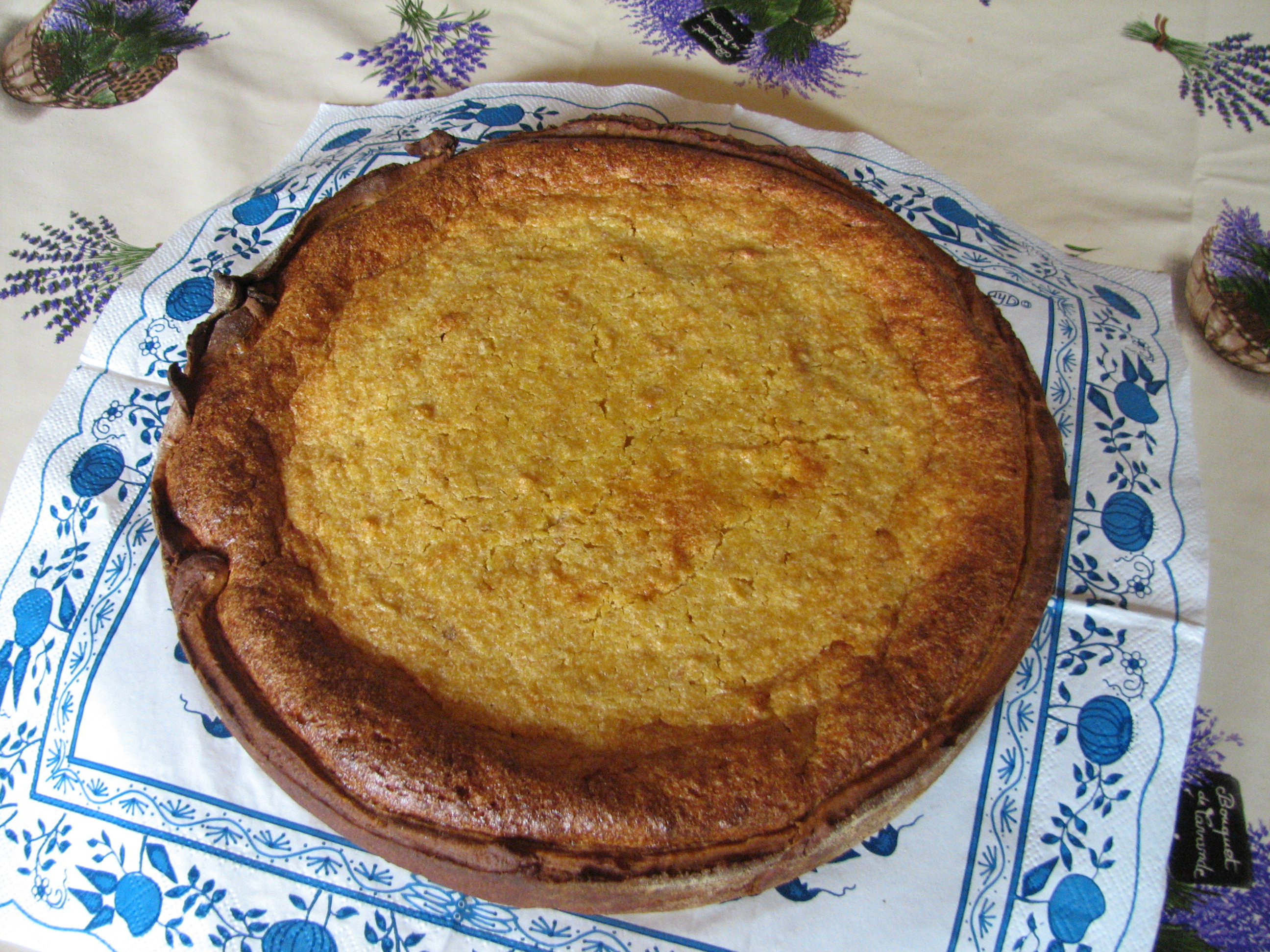
Tarte à masteilles

Il existe plusieurs « flamiches » : la première est une tarte dinantaise faite à base de fromage gras (boulette de Romedenne) et d'œufs. En Wallonie picarde, c'est une sorte de tarte salée garnie de poireaux.
Le lapin à la Tournaisienne se mange lors du Lundi parjuré ou Lundi Perdu. Dans la même tradition, le « lapin à prones » (pruneaux) est une spécialité de la région de Mons-Borinage. Avant la cuisson, il est mis à mariner une nuit dans du vinaigre ou du vin aromatisé avec du thym, des oignons, des carottes.
La salade tournaisienne, du même Lundi parjuré est à base de salade de blé (mâche), d'oignons cuits au four avec la pelure mais épluchés par la suite, pommes, chicons, chou rouge au vinaigre et haricots. À cette recette de base, on peut ajouter les ingrédients suivants : pissenlit, céleri-rave, betterave rouge, barbe de capucin.
La «côtelette à l'berdouille » (boue) est nappée, à Mons, d'une sauce à la moutarde et aux échalotes.
À Charleroi, l'« hatchisse » est un ragoût composé d'abats de porc et de pruneaux.
La « tarte à masteilles » ou « tarte Gouyasse » n'est préparée et dégustée qu'en période de ducasse à Ath.
Le « pagnon borain » est une tarte épaisse réalisée avec de la pâte levée et de la cassonade blonde.
L'origine du macaron de Beaumont remonterait à 1667, et sa recette aurait été révélée par un officier de Louis XIV. Il s'agît d'une pâtisserie ronde, de quatre centimètres, dont le moelleux est la résultante d'amandes, de blancs d'œufs et de sucre.
L'escavèche est une recette à base de poissons, d'origine persane, transmise par les Espagnols aux XVIe siècle et XVIIe siècle. Elle fut évidemment adaptée à la région. Les truites ou les anguilles sont servies dans des terrines à la sauce vinaigrée, aromatisée tantôt au vin blanc, tantôt aux épices. Elles se dégustent froides, agrémentées de pain beurré et d'une salade.

### Province de Brabant wallon
À Nivelles, la tarte al djote est une tarte salée, proposant une savoureuse garniture (la makayance) à base de « boulette » (ou bètchée) - un fromage à pâte molle - auquel on adjoint du beurre fondu, des œufs, des bettes, des oignons, du persil, du sel et du poivre.
Le Boudin vert ou « vète trêpe » est constitué de viande fraîche (totalement dépourvue de sang) et de chou vert frisé. Il se déguste chaud ou froid.
La tarte Vi Paurin de Rixensart à base de pommes, compote de pommes, crème pâtissière, raisins macérés dans le rhum, amandes et sucre.
Tarte du Lothier de Genappe à base de semoule de riz sur fond d'abricots.
Tarte au Stofé de Wavre composée de fromage fermier, macarons pilés, beurre fondu, œufs et crème fraîche, sur un lit de compote de pommes.
La spécialité culinaire de Waterloo est la « tarte du Paveûx » (paveur), une tarte au sucre brun (cassonade). On l'accompagne d'une tasse de café ou d'une bière blonde triple, la « Waterlootoise ».

### Province de Namur
Le « Biétrumé », populaire à Namur, est un caramel mou truffé de noisettes grillées.
La couque de Dinant a la couleur du pain d'épice, elle en a le parfum, mais assurément pas le moelleux ! Ce biscuit plat est particulièrement dur. Composé de deux tiers de farine et d'un tiers de miel, il est façonné à l'aide d'emporte-pièces et de moules en bois.
Garnie de beurre, d'œufs, de fromage gras salé et poivré, la flamiche de Dinant tire son nom du fait qu'elle est cuite au four au moment où les flammes ne sont pas encore éteintes…
La « Rombosse » de Mariembourg est une pomme évidée, remplie de beurre et de cannelle et enrobée de pâte feuilletée…
L'andouille de Couvin est un morceau de gros intestin, où s'insèrent d'autres boyaux de plus en plus minces, mélangés à de la langue.

### Province de Liège
Les boulets à la liégeoise sont des boulettes à la sauce lapin. Elles sont constituées de viande hachée pétrie avec de la mie de pain, du sel, du poivre, des échalotes et des épices (thym, sarriette, laurier) et cuites dans une sauce qui se prépare avec des oignons revenus dans de l'huile et réduite avec du sirop de Liège.
La salade liégeoise est constituée de haricots verts, de pommes de terre, de lard fumé, d'oignons blancs et de vinaigre chaud.
Un mélange de lait bouillant, de riz, de vanille, de sucre et de cannelle compose la délicieuse Blanke doreye ou tarte au riz, grande spécialité de la région liégeoise, et plus précisément de Verviers.
Depuis 1996, le fromage de Herve bénéficie d'une AOP (Appellation d'Origine Protégée). Il en existe deux versions : douce ou piquante (le Remoudou). Son bouquet unique est dû à une flore microscopique propre au terroir de Herve, ainsi qu'à la tradition.
Le sirop de Liège rappelle l'époque où la réputation du Pays de Herve reposait sur la splendeur de ses vergers. D'anciennes variétés de pommes et de poires (reinette d'escarpe, étoilée, sûre large mouche, Bergamote, Camberlain, Légipont, poire de tranche…) continuent de constituer cette pâte à tartiner, dont la recette varie selon les proportions de pommes, de poires et de dattes mélangées ainsi que des variétés choisies.
La salade russe est une salade froide composée de harengs, de betteraves rouges et de pommes dont l'origine se trouve à Malmedy lors du Cwarmê.
La province compte de nombreuses autres spécialités locales parmi lesquelles le boudin blanc ou le Lev'Gos dans la région d'Olne et des boissons alcoolisées comme des bières (Jupiler, Val-Dieu, Curtius), des cidres ou des pekets.
Côté desserts, le lacquemant, le vaution, la rombosse, les cûtès peûres, la gozå ou encore le gâteau de Verviers sont autant de spécialités de la province.

### Province de Luxembourg
Le Maitrank est une boisson apéritive, spécialité de la région d'Arlon en Belgique. On l'obtient par la macération dans du vin blanc de Moselle, d'inflorescences d'aspérule odorante, auquel on ajoute du sucre, des oranges en tranches et du cognac.
Le jambon d'Ardenne est protégé par le Label européen IGP (Indication Géographique Protégée). Cuivré, exhalant un parfum de bois, ce jambon est l'objet d'une fabrication dont les différentes phases (salage, maturation, fumage et séchage) sont régies par un véritable rituel. La noix de jambon est un morceau compact de ce jambon fumé.
Le pâté gaumais se présente comme une tourte couverte, fourrée de viande de porc, qui a mariné dans un mélange de vin ou de vinaigre et d'aromates.
Le « Borquin » de Saint-Hubert ressemble à un boudin fumé et cuit, dont la viande offre la particularité d'avoir été moulue plus grosse.
Dans la région de Marche-en-Famenne, le matoufet est un plat composé d'œufs battus, de farine, d'eau (et/ou de lait) et de lardons rotis.